# Собрание Хиршпрунга
Собрание Хиршпрунга (дат. Den Hirschsprungske Samling) — художественный музей в Копенгагене. Расположен в парке Østre Anlæg рядом с Государственным музеем искусств. В музее выставлена обширная коллекция датского искусства XIX и начала XX века. Особый акцент сделан на произведения датского золотого века. Также хорошо представлены работы Скагенских художников и представителей «Современного прорыва» (дат. Det Moderne Gennembrud).
Музей был создан на основе частной коллекции табачного фабриканта и мецената Генриха Хиршпрунга и его жены Паулины, которые начали собирать произведения искусства в 1865 году, а в 1902 году передали свою коллекцию датскому государству. Собрание в настоящее время находится в здании, специально построенном в стиле классицизма в 1911 году по проекту архитектора Херманна Богё Сторка (дат. Hermann Baagøe Storck).

## Коллекция
Собрание Хиршпрунга включает более 700 произведений искусства. В нём представлены практически все главные художники датского золотого века, такие как К. В. Эккерсберг, Кристен Кёбке, Константин Хансен, Вильгельм Марстранд, Мартинус Рёрбю, Вильгельм Бендз и многие другие. В музее выставлены и работы художников конца XIX века из группы Скагенских художников (П. С. Кройер, Микаэль и Анна Анкер), произведения Теодора Филипсена, датских символистов (Л. А. Ринг) и художников с Фюна (Fynboerne).
Кроме картин, скульптур, рисунков и эскизов, в музее выставлена мебель и другие предметы интерьера, созданные художниками Золотого века Дании или принадлежавшие им. Это придаёт музею домашнюю атмосферу.
Генрих Хиршпрунг был увлечён не только готовыми картинами, но и самим процессом творчества. Поэтому в музее есть много неоконченных работ и эскизов. Это увлечение разделял и первый директор музея, Эмиль Ханновер, благодаря которому музей пополнился большой коллекцией писем П. С. Крёйера и Вильгельма Хаммерсхёя.

### Галерея
- К. Кёбке «Портрет художника-пейзажиста Фредерика Сёдринга», 1832
- К. В. Эккерсберг «Женщина перед зеркалом», 1841
- М. Анкер «Фигуры на фоне пейзажа. Слепой Кристиан и Тина на песке», 1880
- Т. Филипсен «Прилив», 1892
- П. С. Крёйер «Летний вечер на пляже Скагена. Художник и его жена», 1899

## История
Генрих Хиршпрунг унаследовал табачное дело от отца. Он занялся производством сигар, разбогател и женился на Паулине Якобсен. Генрих вместе с женой интересовались искусством и были близкими друзьями со многими известными художниками и писателями того времени, включая Хольгера Драхмана и П. С. Кройера. В течение сорока лет, начиная с 1866 года, Хиршпрунг собрал богатую коллекцию датского искусства с начала XVIII века. Коллекция была впервые представлена публике в 1888 году в Шарлоттенборге в рамках Выставки промышленности, сельского хозяйства и искусства стран Северной Европы, привлёкшей в Копенгаген множество иностранных посетителей. Каталог выставки включал 313 экспонатов, представлявших 60 датских художников. Около половины экспонатов составляли картины, остальные произведения включали рисунки, акварели, пастели и скульптуры.
В 1900 году Генрих и Паулина Хиршпрунг решили передать свою коллекцию в дар Дании. Они оформили договор с министерством культуры, но широкой публике стало об этом известно только в 1902 году, когда коллекция снова была выставлена в Шарлоттенборге. Тогда же историк искусств Эмиль Ханновер возглавил работу по каталогизации коллекции. Экспозиция в Шарлоттенборге также включала эскизы будущего здания музея, созданные архитектором Херманом Бойё Сторком. Хиршпрунгу не нравился господствующий в то время в музейной архитектуре Копенгагена стиль историзма, поэтому он настоял, чтобы его собрание было помешено в новое здание с более умеренным внешним видом. Он также хотел, чтобы музей находился на открытом пространстве, образовавшимся на месте разрушенных бастионов вокруг Копенгагена, где недавно было построено несколько музеев, включая Государственный музей искусств.
Требование Хиршпрунга, чтобы его коллекция была выставлена в отдельном здании, вызвало многочисленные дебаты по поводу государственной политики в области искусства, которые продолжались несколько лет и послужили причиной задержки строительства музея. За это время Генрих Хиршпрунг пополнил коллекцию рисунками интерьера кафедрального собора Виборга авторства Йоакима Сковгора и работами современников, таких как Микаэль и Анна Анкер, Вильхельм Хаммерсхёй, из собрания Альфреда Брамсена. Некоторые частные лица пообещали пожертвовать или продать принадлежавшие им произведения искусства, когда коллекция перейдёт в собственность государства.
Чтобы коллекция полностью отражала датское искусство XIX века, Генрих Хиршпрунг начал приобретать скульптуры, пользуясь советами друга семьи скульптора Людвига Браннструпа. Менее чем за год ему удалось собрать большинство из 180 скульптур, включённых в каталог 1902 года. Сейчас в коллекции представлены работы 20 датских скульпторов.
В 1907 году после долгого общественного обсуждения началось строительство по проекту Сторка. Генрих Хиршпрунг умер в 1908 году, не дожив до завершения строительства музея. Эмиль Ханновер, занимавшийся каталогизацией коллекции, был назначен ответственным за дизайн интерьера музея и куратором экспозиции. Он решил выставить картины в хронологическом порядке. Музей был открыт для публики в 1911 году. Паулина Хиршпрунг присутствовала на церемонии открытия 8 июля 1911 года. Она умерла в следующем году.

## Здание
Музей расположен в простом здании в стиле классицизма, облицованном светлым мрамором, с фасадом, украшенным фронтоном и дорическими пилястрами. Внутри здание разделено на четыре большие галереи, освещаемые с помощью окон в потолке, и несколько меньших альковов с окнами в верхней части стен. Если снаружи музей создаёт впечатление «храма искусства», то внутреннее убранство c небольшими комнатами создаёт атмосферу уюта частного дома. На полу аванзала музея выложена мозаика 1910 года работы Йоакима Сковгора, изображающая стилизованные табачные кусты в память об основателе музея.